# ری الکساندر
ری الکساندر (انگلیسی: Ray Alexander; ۷ فوریهٔ ۱۹۲۵ – ۸ ژوئن ۲۰۰۲) موسیقی‌دان اهل ایالات متحده آمریکا بود.